# گمینا خووپیتسه
گمینا خووپیتسه (به لهستانی:  Gmina Chłopice) یک گمینا در لهستان است که در شهرستان یاروسواف واقع شده‌است. گمینا خووپیتسه ۴۹٫۱۱ کیلومتر مربع مساحت و ۵٬۶۰۹ نفر جمعیت دارد.